# Amplirhagada herbertena
Amplirhagada herbertena é uma espécie de gastrópode  da família Camaenidae.
É endémica da Austrália.